# Jacques Cartier (joaillier)
Pour les articles homonymes, voir Jacques Cartier (homonymie) et Cartier.
Ne doit pas être confondu avec Jacques Cartier (1907-2001), artiste et graveur médailleur.
Jacques-Théodule Cartier, né le 2 février 1884 à Paris et mort le 10 septembre 1941, à Dax,, était un joaillier français, dirigeant du pôle londonien de la société de joaillerie Cartier.

## Biographie

### Jeunesse et famille
Jacques-Théodule Cartier naît le 2 février 1884 à Paris. Il est l'un des trois fils d'Alfred Cartier (1841-1925) et d'Amélie Alice Cartier (1853-1914). Ses deux frères sont Louis Joseph (1875-1942) et Pierre Camille Cartier (1878-1964) et ils ont une sœur, Suzanne (1885-1960). Son grand-père, Louis-François Cartier, reprend en 1847 l'atelier de joaillerie de son professeur, Adolphe Picard, fondant ainsi la célèbre maison de joaillerie Cartier.
Jacques Cartier est diplômé du collège Stanislas.

### Carrière
En collaboration avec ses deux frères aînés, Jacques développe l'activité internationale de l'entreprise de bijouterie et d'horlogerie « Cartier », lui conférant une renommée mondiale, ; tandis que Jacques reprend la gestion du magasin de Londres, Pierre s'occupe de celui basé à New York. Pendant ce temps, Louis est le concepteur du style Cartier tel qu'on le connaît aujourd'hui.
Par la suite, les trois frères s'étendent rapidement. Cartier avait eu la chance d'obtenir l'approbation et le soutien de la princesse Mathilde, la jeune cousine de Napoléon III, ce qui avait contribué fortement à dynamiser leurs affaires.
Ainsi, au début des années 1900, « Cartier devint le bijoutier des Rockefeller, des Vanderbilt, des Ford, des Morgan, du roi Édouard VII, du roi Zog Ier et du roi Rama V de Siam qui, dès 1907, achetèrent — selon le biographe de Cartier, Hans Nadelhoffer (1940-1988) — des bracelets Cartier d'une valeur de 450 000 $. ».
Grâce à leurs réussites incessants, Louis et Pierre se marient, tandis que Jacques s'occupe à satisfaire les besoins et les désirs royaux et à effectuer des voyages à l'étranger à la recherche de gemmes d'une beauté unique et exceptionnelle. En 1911, il se rend en Inde, où il assiste au durbar de Delhi, et d'où il rapporte les magnifiques bijoux des maharajas locaux à l'atelier de Londres pour les redessiner et les modifier à sa propre manière. Il se dirige ensuite vers le golfe Persique pour trouver la perle parfaite. Ensemble, Pierre et Jacques achètent un grand nombre de perles et de pierres précieuses à un prince indien ; le caractère unique de ces perles et pierres crée le sentiment que chaque bijou est spécial, ce qui contribue au succès de leur entreprise.

### Vie personnelle
En 1912, Cartier se marie avec Anna Margaretha « Nelly » (née Harjes) Gardiner (1878-1972). Nelly, divorcée de Lion W. Gardiner de l'île Gardiners (en), États-Unis, est la sœur du banquier Henry Herman Harjes, partenaire de J.P. Morgan en France. Ensemble, ils ont quatre enfants.
Il meurt le 10 septembre 1941 à Dax, dans les Landes, en France occupée. Il est inhumé dans le mausolée de la famille Cartier au cimetière des Gonards à Versailles.